# Isztar-duri (gubernator Arraphy)
Isztar-duri (akad. Ištar-dūrī, zapisywane md15.bàd, tłum. „Isztar jest mym murem obronnym”) – wysoki dostojnik sprawujący urząd gubernatora Arraphy za rządów asyryjskiego króla Sargona II (722–705 p.n.e.). Według asyryjskich list i kronik eponimów pełnił on również urząd limmu (eponima) w 714 r. p.n.e.